# Gymnosporia heyneana
Gymnosporia heyneana är en benvedsväxtart som beskrevs av Wight och Arn. Gymnosporia heyneana ingår i släktet Gymnosporia och familjen Celastraceae. Inga underarter finns listade.